# Okrąg wpisany

Okrąg wpisany w trójkąt. Środek takiego okręgu znajduje się w przecięciu dwusiecznych kątów wewnętrznych trójkąta.

Okrąg wpisany w wielokąt – okrąg, który jest styczny do każdego boku wielokąta. Odcinki łączące środek okręgu wpisanego z punktami styczności na bokach wielokąta są do nich prostopadłe i są promieniami tego okręgu.
Powiązane pojęcia to:
- koło wpisane w wielokąt – koło, które mieści się w nim całe i którego brzeg dotyka wszystkich boków wielokąta;
- wielokąt opisany na okręgu – wielokąt, którego wszystkie boki są styczne do tego okręgu[2].

## Warunki istnienia
Nie w każdy wielokąt można wpisać okrąg. Można tego jednak dokonać m.in. dla:
- każdego trójkąta;
- każdego wielokąta foremnego;
- czworokąta, w którym sumy długości przeciwległych boków są równe[3];
- każdego wielokąta, w którym dwusieczne wszystkich kątów przecinają się w jednym punkcie[2].

Pole wielokąta, w który można wpisać okrąg, jest równe iloczynowi połowy jego obwodu i długości promienia tego okręgu.